# Poris
Poris und Lengefeld sind als Poris-Lengefeld seit dem 1. Juli 1950 in die Stadt Gera eingemeindet.

## Geographie
Der Ort liegt nördlich des Zoitzberges im südöstlichen Stadtgebiet an der Grenze zu Kauern im Landkreis Greiz.

## Geschichte
Poris, historisch zum Herzogtum Sachsen-Altenburg gehörend, wird erstmals 1551 urkundlich erwähnt. Mit seinen zwei Hofstellen war es bis 1928 eine der kleinsten rechtsfähigen Gemeinden des damaligen Deutschen Reichs.
1928, im Rahmen des Flächentausches zwischen den 1919 gegründeten Ländern Sachsen und Thüringen, kamen die im Thüringischen liegenden Exklaven zu Thüringen und wurden zur Gemeinde Poris-Lengefeld zusammengefasst. Dem damaligen Landkreis Gera zugehörig erfolgte zum 1. Juli 1950 die Eingemeindung in die Stadt Gera.

## Politik
Poris-Lengefeld, bestehend aus Poris und Lengefeld, hat keine Ortsteilverfassung, somit auch keinen Ortsteilrat und keinen Ortsteilbürgermeister.

## Verkehr
- Poris wird über einen Abzweig von der Landesstraße L 2321 (Zwickauer Straße) erschlossen.
- Es besteht keine ÖPNV-Anbindung im Ort, die GVB-Linie 18 bzw. RVG-Linie 223 sind am Abzweig nach Kaimberg zu erreichen.
- Nächstgelegene Bahnhöfe sind Gera-Zwötzen, Gera Ost und Gera-Gessental.

## Bildung
Im Dorf gibt es keine Kindereinrichtungen und Schulen. Die nächstgelegene Kindereinrichtungen sind die
- Kindereinrichtung Wipsezwerge und die
- Kindereinrichtung Zwötzener Spatzennest.

Die nächstgelegene Grundschule ist seit dem Schuljahr 2009/10 in Zwötzen die
- Grundschule 9 Zwötzener Schule.

Die im benachbarten Liebschwitz bis 2009 ansässige Montessori-Grundschule Waldschule Liebschwitz zog im Jahr 2009 um in die Neulandschule, die nun Pfortener Schule Gera genannt wird.
Die nächstgelegene Regelschule ist die
- Staatliche Regelschule 4 in Lusan.